# Dolní Žleb (stacja kolejowa)
Dolní Žleb – stacja kolejowa w miejscowości Děčín, w kraju usteckim, w Czechach. Znajduje się na wysokości 130 m n.p.m.
Jest zarządzana przez Správę železnic i obsługiwana przez České dráhy. Na stacji istnieje możliwość zakupu biletów i rezerwacji miejsc.

## Linie kolejowe
- 083 Děčín – Bad Schandau (– Dresden-Neustadt)